# Escadaria de Bramante
Escadaria de Bramante é o nome dado a duas escadarias localizadas nos Museus do Vaticano, no Estado da Cidade do Vaticano: a escadaria original, construída em 1505, e uma versão moderna, construída em 1932.

## A escada original

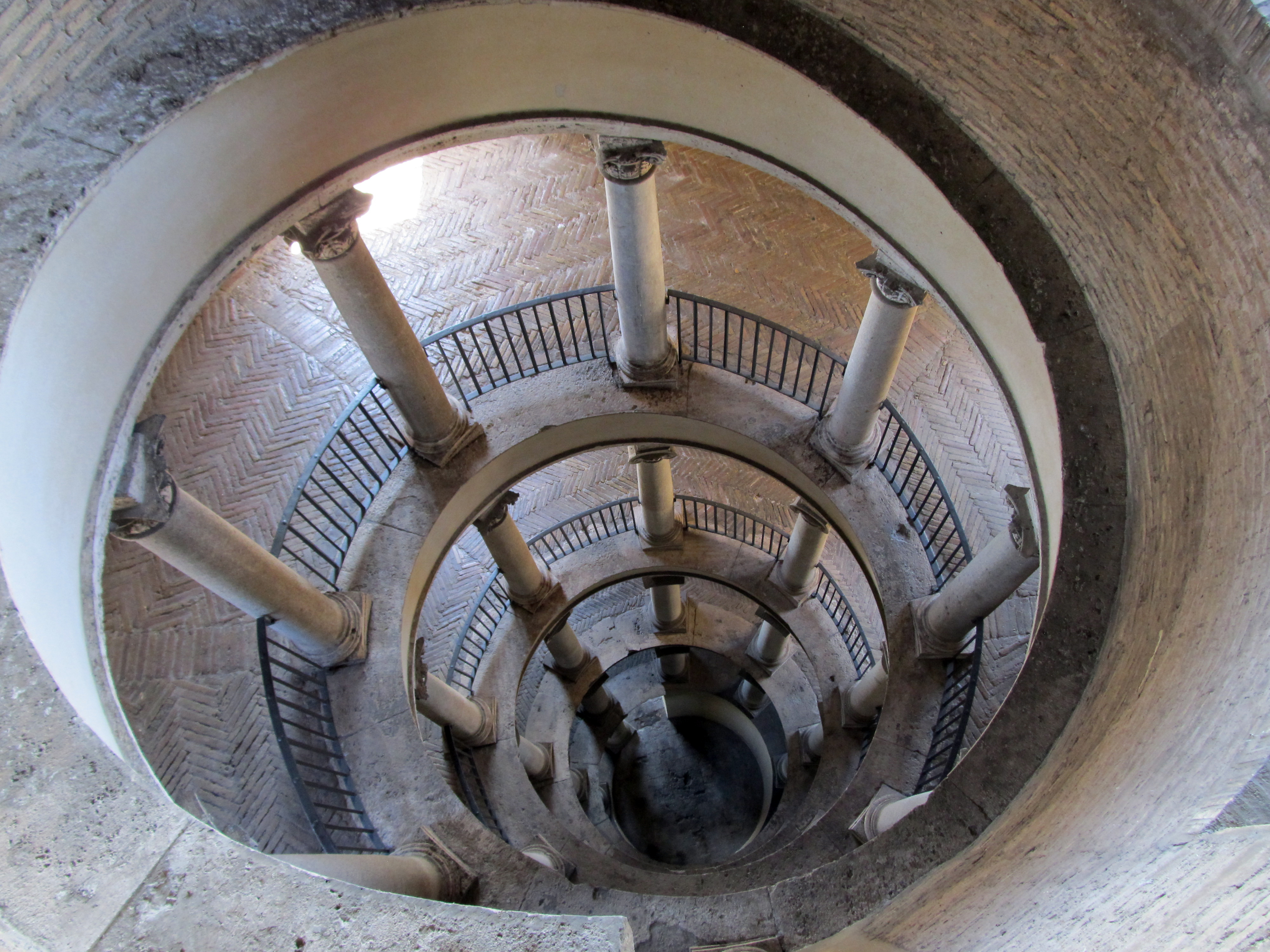
A escadaria original de Bramante, construída em 1505

A escadaria original de Bramante, localizada no Museu Pio-Clementino, foi construída em 1505 com base no desenho de dupla hélice de Donato Bramante. Ela liga o Palácio Belvedere, do Papa Inocêncio VIII, ao exterior e está situada numa torre quadrada desse edifício.
A Escadaria de Bramante apresenta colunas dóricas de granito e pavimentação em espinha de peixe, sendo projetada para permitir a subida e descida de pessoas e animais de carga sem interrupção. A escadaria é citada como inspiração para o projeto de Antonio da Sangallo, o Jovem, para a passagem em dupla hélice do poço de San Patrizio em Orvieto, que resolvia um problema logístico semelhante. Ela foi construída para permitir que o Papa Júlio II entrasse em sua residência privada diretamente em sua carruagem, evitando a onerosa tarefa de subir os vários lances de escada com as pesadas vestes papais.
Geralmente não é aberta ao público, embora visitas especializadas o visitem. 

## A escadaria moderna

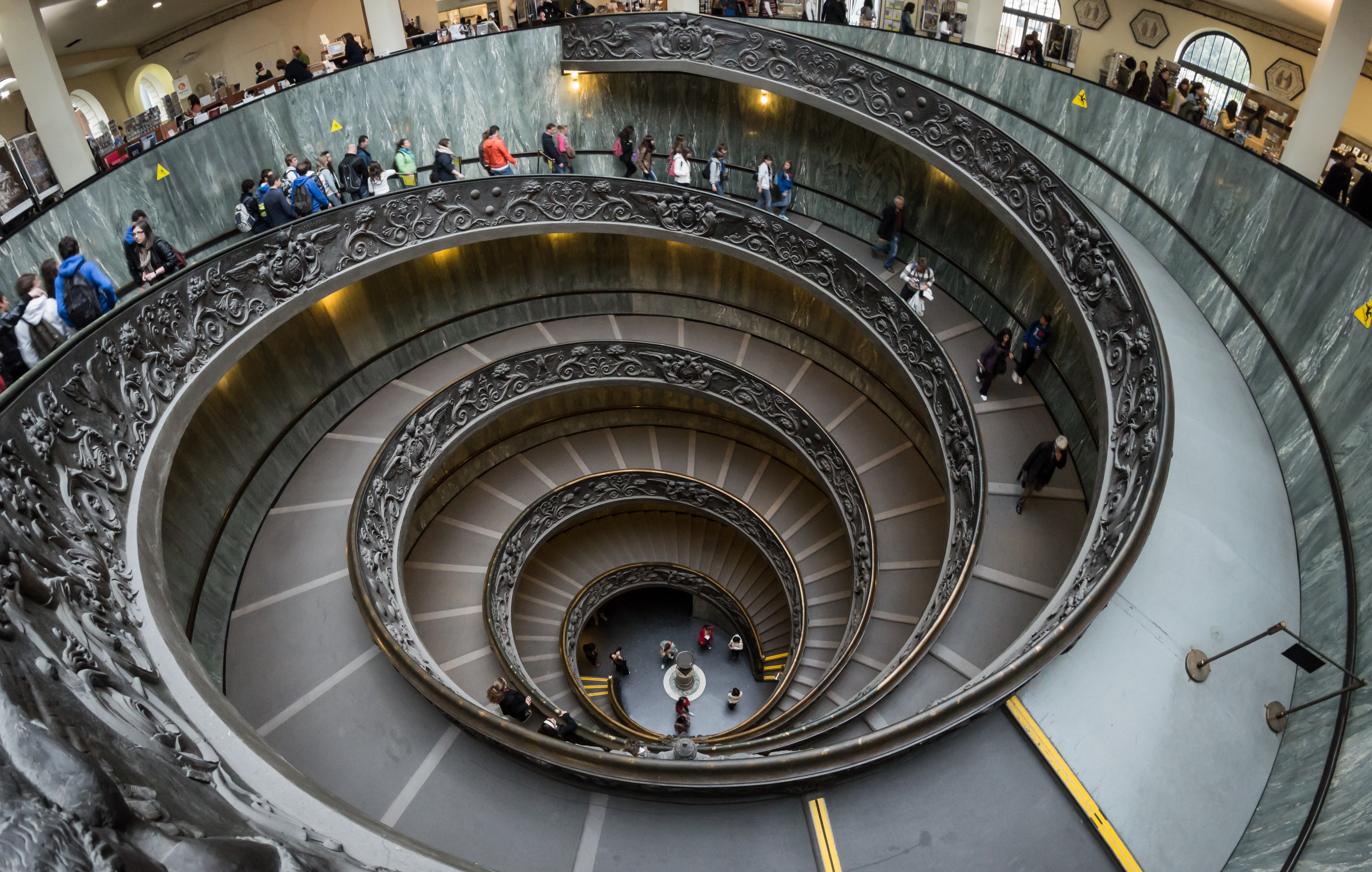
A moderna escada em espiral 'Bramante' dos Museus do Vaticano, projetada por Giuseppe Momo em 1932

A moderna escadaria de dupla hélice, também localizada no Museu Pio-Clementino e comumente chamada de "Escadaria de Bramante", foi projetada por Giuseppe Momo, esculpida por Antonio Maraini e realizada pela Fundição Artística Ferdinando Marinelli em 1932. Inspirada na escadaria original de Bramante, esta escadaria moderna também possui duas rampas em hélice que permitem a subida e descida sem que os fluxos de pessoas se encontrem. 
A escadaria moderna circunda a parede exterior de uma estrutura com aproximadamente quinze metros de largura e um espaço livre ao centro. A balaustrada ao redor da rampa é de metal ornamentado, e uma cobertura situada acima fornece a luz necessária para iluminar as escadas. Localizada no final da visita ao museu, todos os visitantes saem por este caminho, garantindo um tráfego ininterrupto em cada sentido, assim como no design original de Bramante. 
Vários professores de arquitetura especularam que a escadaria de Momo (particularmente a claraboia e o átrio, e a natureza helicoidal da rampa e os aspectos técnicos de sua construção) foi a inspiração para o projeto de Frank Lloyd Wright para o Museu Solomon R. Guggenheim em Nova York. .   